# ГЕС Jiāngshèbà
ГЕС Jiāngshèbà (姜射坝水电站) — гідроелектростанція у центральній частині Китаю в провінції Сичуань. Знаходячись між ГЕС Tóngzhōng (вище по течії) та ГЕС Футанг, входить до складу каскаду на річці Міньцзян, великій лівій притоці Дзинші (верхня течія Янцзи).
В межах проекту річку перекрили бетонною греблею висотою 22 метри та довжиною 103 метри. Вона утримує невелике водосховище з об'ємом 771 тис. м3 та нормальним рівнем поверхні на позначці 1417 метрів НРМ (під час повені до 1418,9 метра НРМ). Звідси через правобережний гірський масив прокладено дериваційний тунель довжиною 12,7 км з діаметром 7,5 метра, який подає ресурс до розташованого на березі Міньцзян наземного машинного залу.
Основне обладнання станції становлять чотири турбіни потужністю по 32 МВт, які використовують напір у 67 метрів.
Видача продукції відбувається по ЛЕП, розрахованій на роботу під напругою 220 кВ.